# Sztávrosz Cukalász
Sztávrosz Cukalász (görögül: Σταύρος Τσουκαλάς) (Szaloniki, 1988. május 28. –) görög labdarúgó, aki a ciprusi Néa Szalamína Ammohósztu játékosa.

## Pályafutása
A PAÓK csapatában nevelkedett. 2008 és 2010 között kölcsönben szerepelt a Dóxa Drámasz csapatában. 2010-ben rövid ideig a ciprusi Ammohósztu együttesében is megfordult kölcsönben. 2011. január 5-én mutatkozott be a PAÓK első csapatában a PAE Panszeraikósz ellen. 2012. augusztus 8-án aláírt a PASZ Jánina csapatához. Augusztus 25-én debütált a Plataniá ellen. Október 21-én a Panthrakikósz ellen első gólját szerezte meg a bajnokságban. 129 bajnoki mérkőzésen 14 gólt szerzett 2016-ig a klub színeiben. Június 24-én az Asztérasz Trípolisz játékosa lett és 2018 januárjáig volt a klub alkalmazottja. A következő klubja az Apólon Zmírnisz volt, egészen májusig. 2019. január 8-án a magyar Kisvárda hivatalos oldalán jelentette be szerződtetését. Február 2-án mutatkozott be a Szombathelyi Haladás elleni bajnoki mérkőzésen, kezdőként 76 percet töltött a pályán, majd Brana Ilić érkezett a helyére. Egy héttel később első gólját is megszerezte új klubjában a Debrecen ellen.

## Külső hivatkozások
- Sztávrosz Cukalász adatlapja a Transfermarkt oldalán (angolul)
- Sztávrosz Cukalász adatlapja a Soccerway oldalon (angolul)